# Christina Karnicnik

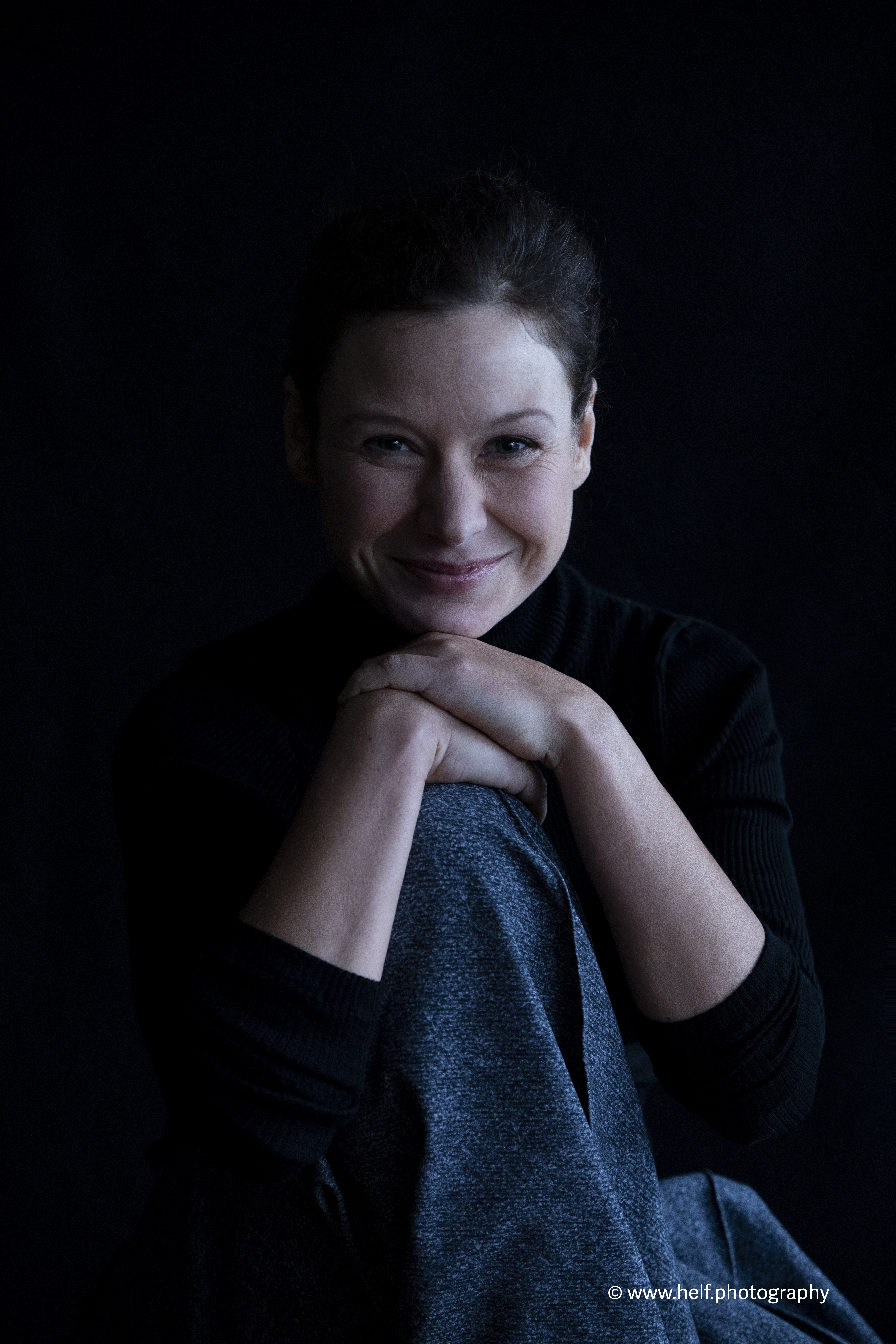
Christina Karnicnik (2020)

Christina Karnicnik (* 9. April 1983 in Wien) ist eine österreichische Schauspielerin und Moderatorin.

## Leben
Christina Karnicnik ist seit ihrem 8. Lebensjahr in Fernsehserien zu sehen. Ab 1990 spielte sie in der Serie „Schau genau“ das Mädchen Tess. Danach moderierte sie bis 1997 im ORF das Kindermagazin „Kids 4 Kids“ und im Anschluss bis März 1999 die Kindernachrichten „Confetti News“. Ab Juli 1999 präsentierte Karnicnik gemeinsam mit Helmut Pechlaner, dem Direktor des Tiergartens Schönbrunn, die Sendereihe „Miniversum“. 2008 übernahm die neue Direktorin des Tiergartens Schönbrunn, Dagmar Schratter, die Ko-Moderation. Die Sendereihe wurde inzwischen von dem Format „Tolle Tiere“ abgelöst, an dem Karnicnik nicht mehr beteiligt ist.
Seit 2011 moderiert Karnicnik die Kindersendung „hallo okidoki“, zuerst abwechselnd mit Robert Steiner, seit 2015 mit Maskottchen Kater Kurt.

## Filme
- 1992 – Das Geheimnis (Regie: Michael Schottenberg, mit Maria Bill, Hans Peter Hallwachs, Bernhard Wicki)
- 1995 – Lovers (Regie: Xaver Schwarzenberger, mit Erwin Steinhauer, Judith Holzmeister)
- 1995 – Copa Cagrana (Regie: Niki List, mit Gerald Pichowetz)
- 1997 – Julia – Eine ungewöhnliche Frau (Clarissa, mit Christiane Hörbiger, Franz Buchrieser, Peter Bongartz, Bibiane Zeller)
- 1999 – Schlosshotel Orth (Julia, mit Klaus Wildbolz)
- 2000 – Die Bergwacht – Duell am Abgrund (Vanessa Adler, mit Klaus Löwitsch)
- 2000 – Probieren Sie’s mit einem Jüngeren
- 2014 – Der Bergdoktor

## Serien/Sendereihen
- 1990 bis 1995 – Schau genau (Tess)
- 1995 bis 1997 – Kids 4 Kids
- 1997 – Die Knickerbocker-Bande (Poppi, Buch: Thomas Brezina)
- 1999–? – Miniversum
- Seit 2011 – Hallo okidoki